# Zelandomyia otagensis
Zelandomyia otagensis är en tvåvingeart som först beskrevs av Alexander 1923.  Zelandomyia otagensis ingår i släktet Zelandomyia och familjen småharkrankar. Inga underarter finns listade i Catalogue of Life.